# Periclimenaeus bidentatus
Periclimenaeus bidentatus är en kräftdjursart som beskrevs av Bruce 1970. Periclimenaeus bidentatus ingår i släktet Periclimenaeus och familjen Palaemonidae. Inga underarter finns listade i Catalogue of Life.